# بينو-يورت (سيسينيجا)
بينو-يورت (بالروسية: Бено-Юрт) هي مدينة في جمهورية الشيشان في روسيا. ويبلغ عدد سكانها حوالي 6076 نسمة.